# Szarawary

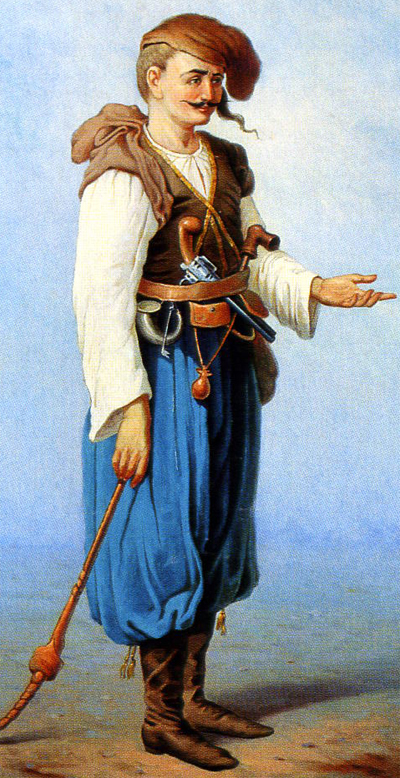
Szarawary u kozaka zaporoskiego

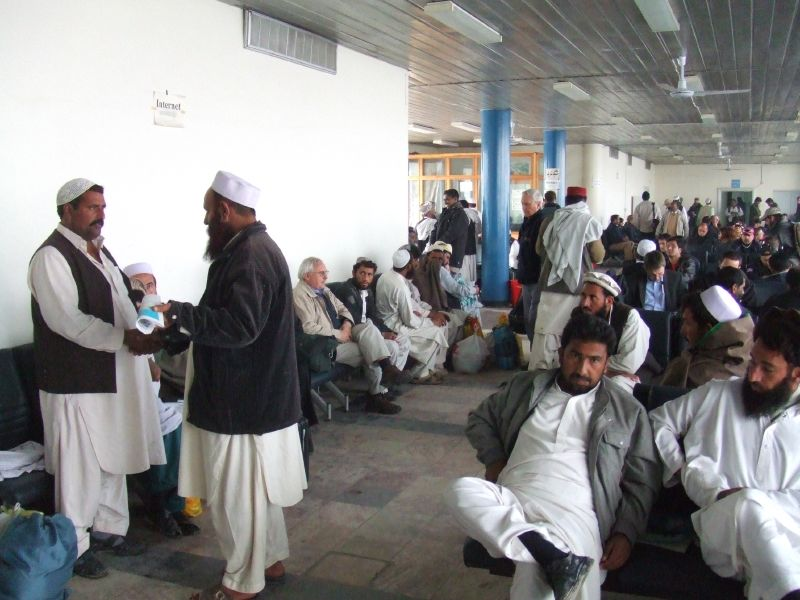
Współcześni mężczyźni w Afganistanie ubrani w szarawary

Szarawary (ukr. шаровари, z węg. salavári, tur. şalvar od pers. szalwār 'spodnie') – szerokie, długie, bufiaste spodnie noszone na Wschodzie i w Polsce XVI–XVIII w.; inaczej hajdawery.

## Zakres pojęcia
Element tradycyjnego stroju męskiego i kobiecego na Bałkanach oraz na szeroko pojętym Oriencie: od krajów arabskich poprzez Azję Centralną po Indie i Azję Południowo-Wschodnią (Indonezja). Zwykle w kolorach jaskrawych, niekiedy czarne, w zależności od przeznaczenia i miejscowych zwyczajów szyte z różnych materiałów.
Szarawary są m.in. elementem stroju bajader. Na Rusi pojawiły się już w XI w. pod wpływem ludów tureckich, następnie stały się elementem ukraińskiego stroju ludowego oraz umundurowania wojsk kozackich do II wojny światowej włącznie.
W Polsce noszone powszechnie przez mężczyzn w dobie sarmatyzmu pod wpływem silnych w owym czasie wpływów Orientu na strój szlachecki i sztukę wojenną oraz ze względu na to, że były wygodne do konnej jazdy. Były też elementem stroju Karaimek, bałagułów (żydowskich woźniców na Podolu i Pokuciu) i in.

### Polskie mundury
Szarawary znajdowały się m.in. na wyposażeniu następujących formacji polskiego wojska:
- husaria,
- pancerni,
- lekka jazda[4],
- Kozacy zaporoscy – z płótna,
- Kawalerii Narodowej – z karmazynowego lub granatowego sukna, podszywane płótnem, szerokie w biodrach, wąskie u dołu nogawek, wpuszczane w buty[5],
- 1 Pułk Krakusów – szarawary karmazynowe z lampasami,
- strzelcy konni w okresie Księstwa Warszawskiego – do munduru codziennego sukienne zielone lub szare, obszyte skórą czarną wewnątrz i z boku dla ochrony przed przecieraniem[6]

Szarawary noszono także w okresie zaborów w oddziałach paramilitarnych i pożarniczych, m.in. Polskie Towarzystwo Gimnastyczne „Sokół”.

## Kultura ludowa
Wielkanocne "turki" – w kulturze ludowej wielu miejscowości oddziały straży adorujących symboliczne groby Chrystusa od wieczora Wielkiego Piątku do procesji rezurekcyjnej.

## Krytyka
Niekiedy błędnie określa się w ten sposób hakamę – szerokie spodnie samurajów, używane w niektórych sztukach walki pochodzących z Japonii, np. w aikido, kenjutsu, kendo, kyūdō i in.

## Inne znaczenia
- W gwarze łowieckiej – długie włosy obrastające uda ssaków drapieżnych, także u zająca i jelenia.
- Żartobliwe określenie wszelkiego rodzaju spodni.